# Ctenocardia translata
Ctenocardia translata is een tweekleppigensoort uit de familie van de Cardiidae. De wetenschappelijke naam van de soort is voor het eerst geldig gepubliceerd in 1932 door Prashad.